# John Henry (historien)
Pour les articles homonymes, voir John Henry.
John Henry, né en 1950, est un historien des sciences britannique connu notamment pour ses contributions aux Science Studies et au programme fort (David Bloor). Il est professeur à l'université d'Édimbourg.

## Biographie
Ses travaux portent sur de nombreux sujets en histoire des sciences qui s'échelonnent sur une période allant du XVIe au XVIIIe siècle. 
Il s'est intéressé entre autres à Francis Bacon, à la révolution copernicienne, aux recherches de Newton ou encore à l'atomisme. Sa conception des sciences modernes rejette l'hypothèse que celles-ci seraient issues d'une rupture radicale avec des traditions religieuses ou magiques antérieures. Au contraire, il estime que plusieurs techniques issues de ces traditions sont au cœur de la science moderne.

## Principales publications
- (en) Knowledge is Power: Francis Bacon and the Method of Science (2002)
- (en) The Scientific Revolution and the Origins of Modern Science (1997 ; 2002)
- (en) Moving Heaven and Earth: Copernicus and the Solar System (2001)